# Sophia Antipolis

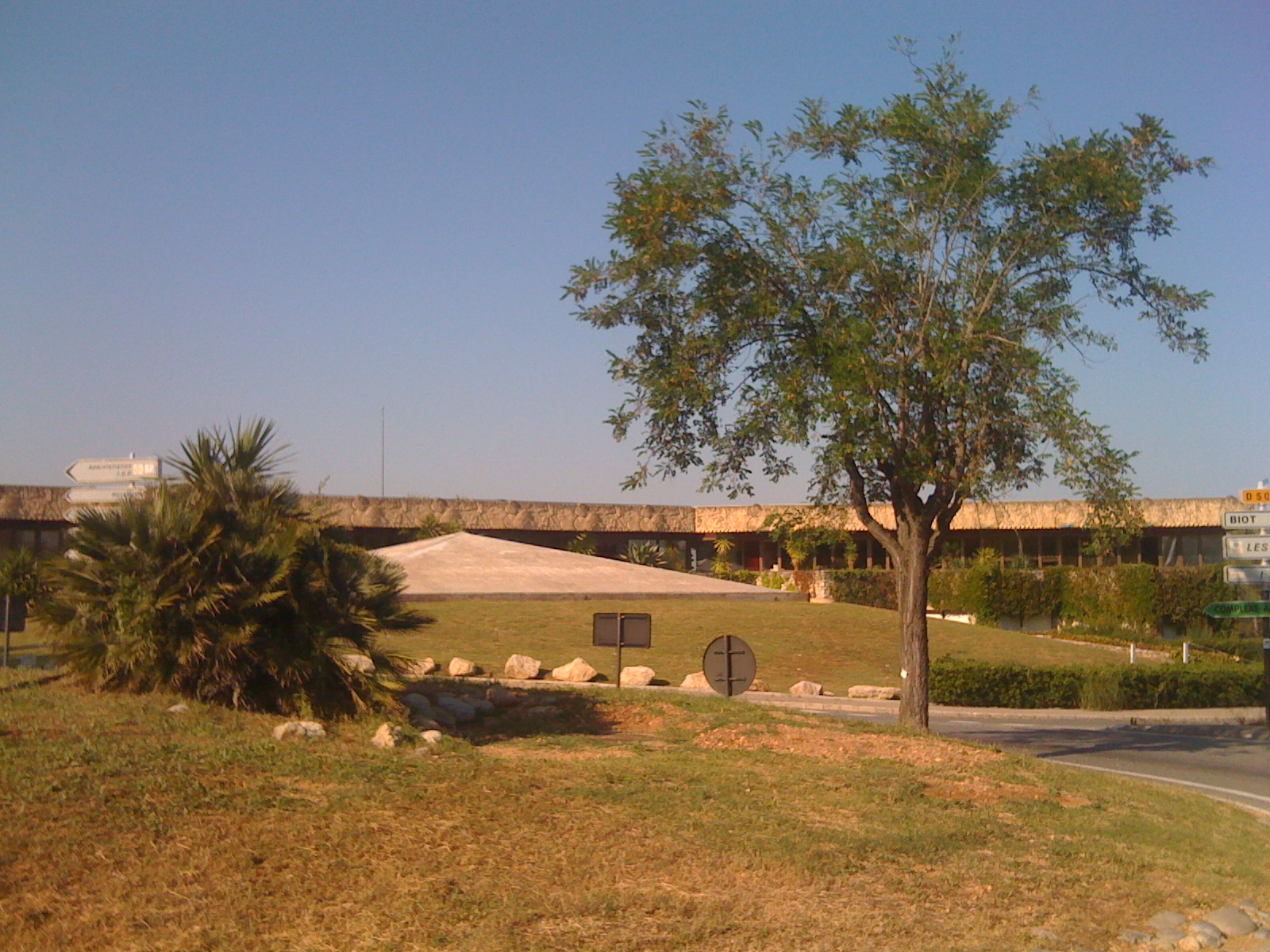
Institut Non Linéaire, Sophia Antipolis

Sophia Antipolis är en teknikpark nordväst om Antibes och sydväst om Nice i södra Frankrike, på Franska rivieran. 
Antipolis är det antika grekiska namnet på Antibes, och namnet Sophia syftar på vishetens gudinna. Teknikparken etablerades 1970 och inhyser omkring 1.300 företag, främst inom data- och elektronikbranschen samt inom läkemedel och bioteknik. Ett nära samarbete finns med Université Côte-d'Azur. Området har drygt 9.000 invånare och har en yta på 2.400 hektar inom kommunerna Antibes, Biot, Vallauris, Valbonne och Mougins.
European Telecommunications Standards Institute har sitt huvudkontor i Sophia Antipolis.